# Guishan (sockenhuvudort i Kina, Zhejiang Sheng, lat 30,65, long 119,55)
Guishan är en sockenhuvudort i Kina. Den ligger i provinsen Zhejiang, i den östra delen av landet, omkring 74 kilometer nordväst om provinshuvudstaden Hangzhou. Antalet invånare är 8 850. Befolkningen består av 4 290 kvinnor och 4 560 män. Barn under 15 år utgör 10,0 %, vuxna 15-64 år 77 %, och äldre över 65 år 11,0 %.
Runt Guishan är det ganska tätbefolkat, med 222 invånare per kvadratkilometer. Närmaste större samhälle är Baofu, 16,8 km söder om Guishan. I omgivningarna runt Guishan växer i huvudsak blandskog.
Genomsnittlig årsnederbörd är 1 811 millimeter. Den regnigaste månaden är augusti, med i genomsnitt 274 mm nederbörd, och den torraste är november, med 70 mm nederbörd.